# Pius Moon Chang-woo
Pius Moon Chang-woo (* 15. März 1963 in Jeju-si) ist ein südkoreanischer römisch-katholischer Geistlicher und Bischof von Cheju.

## Leben
Pius Moon Chang-woo studierte am Priesterseminar in Gwangju und empfing am 10. Februar 1996 das Sakrament der Priesterweihe für das Bistum Cheju.
Neben Aufgaben in der Pfarrseelsorge war er von 1999 bis 2006 Leiter der Ämter für Jugend und Erziehung, für Katechese und Migranten sowie der diözesanen Studentenvereinigung. Von 2006 bis 2016 war er Dozent für Spiritualität an der Katholischen Universität Gwangju. In dieser Zeit absolvierte er von 2010 bis 2015 ein Doktoratsstudium. Im Jahr 2016 übernahm er die Leitung einer Mädchenschule in Cheju.
Am 28. Juni 2017 ernannte ihn Papst Franziskus zum Koadjutorbischof von Cheju. Die Bischofsweihe spendete ihm der Bischof von Cheju, Peter Kang U-il, am 15. August desselben Jahres. Mitkonsekratoren waren der Erzbischof von Gwangju, Hyginus Kim Hee-jong, und der Bischof von Daejeon, Lazarus You Heung-sik.
Mit dem altersbedingten Rücktritt des Diözesanbischofs Peter Kang U-il am 22. November 2020 folgte er diesem als Bischof von Cheju nach.